# Вовк, Иван Семёнович
Иван Семёнович Вовк (1860—1917) — русский военный деятель, генерал-майор (1916). Герой Первой мировой войны.

## Биография
В 1877 году после получения домашнего образования вступил в службы. С 1881 года после окончания Иркутского военного училища произведён в прапорщики и выпущен в Полоцкий 28-й пехотный полк.В 1883 году произведён в подпоручики, в 1887 году в поручики, в 1892 году в штабс-капитаны.  С 1900 года после окончания Николаевской академии Генерального штаба по I разряду, капитан, ротный и батальонный командир 27-го Витебского пехотного полка. В 1903 году произведён в подполковники.
В 1910 году произведён в полковники, с 1912 года командир 207-го Новобаязетского пехотного полка. С 1914 года участник Первой мировой войны, во главе своего полка.
В 1916 году произведён в генерал-майоры, командир 1-й бригады 52-й пехотной дивизии. 13 октября 1916 года «за храбрость» был награждён  Георгиевским оружием и орденом Святого Георгия 4-й степени.
С 1917 года в лазарете, 20 июня 1917 года умер от болезни.

## Награды
- Орден Святой Анны 3-й степени (1901)
- Орден Святого Станислава 2-й степени  (1905; Мечи к ордену — ВП 19.11.1916)
- Орден Святой Анны 2-й степени (1914)
- Орден Святого Владимира 4-й степени с мечами и бантом (ВП 26.02.1915)
- Орден Святого Владимира 3-й степени с мечами (ВП 26.02.1915)
- Орден Святого Георгия 4-й степени (ВП 13.10.1916)
- Георгиевское оружие (ВП 13.10.1916)